# Старквил
Старквил (на английски: Starkville) е американски град в щата Мисисипи. Намира се в североизточната част на щата, на 56 km от границата с Алабама.
Градът е основан през 1835 г. и е кръстен на генерал Джон Старк от Американската война за независимост.
Старквил е седалище на Мисисипския държавен университет.

## История
Съдейки по останките от глинени съдове, открити на изток от Старквил, района е бил обитаван от преди новата ера.
Малко преди американската революция, територията е била населена с индианци от племето Шакчиума, които биват избити и прогонени от съюз между племената Чокто и Чикасо.
Районът се заселва от европейци след 1830 г., когато индианските племена напускат територията и мигрират на запад съгласно споразумение с американското правителство, известно като Treaty of Dancing Rabbit Creek.
Европейските заселници са привлечени първоначално от двата големи извора в района, от които индианците черпили вода от хилядолетия.
При основаването си през 1834 г., градът е кръстен Боардтаун, но след като е избран за седалище на окръг Октибиа през 1835 г., е преименуван в чест на генерал Джон Старк.

## Галерия
- Ген. Джон Старк
- Главната улица („Мейн Стрийт“)
- „Памучният квартал“ (Cotton District), известен с колониалната си архитектура
- Библиотеката в Старквил
- Хотелът „Честър“ в центъра на града
- Плантацията на Доси Аутло
- Къщата на Мери Уокър-Криц
- Къщата на Томас Керъл
- Текстилният комбинат
- Гробището в Старквил
- „Спринт март“
- Мандрата в града през 1939 г.